# Илия Георгов
Илия Андреев Георгов е български политик, юрист и журналист, активист на Радикалната партия.

## Биография
Илия Георгов е роден в 1860 година в будния български град Велес, днес в границите на Северна Македония. Син е на видния велешки общественик Андрей Георгов и брат на Иван Георгов и Георги Георгов. В 1881 година завършва политехника в Пражкия технически университет и става виден славянофил.
Влиза във Върховния македонски комитет и в 1895 година става негов секретар. След Четническата акция Георгов заедно с Методий Кусев, Георги Паунчев и Георги Капчев е член на делегация, която от името на Македонския комитет в Плоещ моли руското правителство за прилагане на обещаните от Берлинския конгрес реформи в Македония. Заедно с Димитър Ризов редактира вестник „Македонски глас“.
Влиза в Демократическата партия. На 17 февруари 1902 година с 5120 гласа за пръв път е избран за депутат в XI обикновено народно събрание от Видин. По-късно е народен представител от Видин в няколко парламента.
В 1905-1906 година е в крилото на Найчо Цанов и Тодор Влайков, което се отделя от Демократическата партия и основава Радикалдемократическата партия. Редактира вестниците „Демократ“ и „Радикал“, както и списание „Демократически преглед“. Георгов е един от най-близките съратници на Стоян Костурков.
Георгов е основен изразител на позицията на партията по Македонския въпрос – въоръжена борба с цел външна намеса. Георгов пише:
| „ | Едно въстание в Македония може да подобри положението на тамошните българи само ако то би могло да трае дълго време, за да бърка на търговските сношения на Турция с външния свят и нарушава мира в Македония дотогава, докато се принудят силите - за да се тури край на това положение - да наложат на султана една автономия за Македония. | “ |

На 17 септември 1922 година Георгов е тежко ранен при разправата на правителството на БЗНС с опозиционните лидери.
След Деветоюнския преврат през 1923 година не посреща добре натиска на сговористкото правителство за вливането на Радикалнодемократическата партия в Демократическия сговор и в началото на февруари 1924 година е сред основните привърженици на идеята за излизане от Сговора около Стоян Костурков. Във втората половина на 20-те години на няколко пъти излиза и се връща в партията.
След Деветнадесетомайския преврат през 1934 година застава в лагера на легалната опозиция, но заради напредналата си възраст постепенно се оттегля от политическа дейност.
Умира на 12 юли 1945 година.

## Памет
На Илия Георгов е наречена улица в квартал „Обеля 2“ в София (Карта).

## Родословие
|  |  |  |  |  |  |                              |                              |                              |                              |                              |                              |  |  |                            |                            |                            |                            |                            |                            |  |  | Хаджи Атанас Георгов       |                            |                            |                            |                            |                            |  |  |                   |                   |                   |                   |                   |                   |  |  |                             |                             |                             |                             |                             |                             |  |  |
|  |  |  |  |  |  |                              |                              |                              |                              |                              |                              |  |  |                            |                            |                            |                            |                            |                            |  |  |                            |                            |                            |                            |                            |                            |  |  |                   |                   |                   |                   |                   |                   |  |  |                             |                             |                             |                             |                             |                             |  |  |
|  |  |  |  |  |  |                              |                              |                              |                              |                              |                              |  |  |                            |                            |                            |                            |                            |                            |  |  | Андрей Георгов (? – 1912)  |                            |                            |                            |                            |                            |  |  |                   |                   |                   |                   |                   |                   |  |  |                             |                             |                             |                             |                             |                             |  |  |
|  |  |  |  |  |  |                              |                              |                              |                              |                              |                              |  |  |                            |                            |                            |                            |                            |                            |  |  |                            |                            |                            |                            |                            |                            |  |  |                   |                   |                   |                   |                   |                   |  |  |                             |                             |                             |                             |                             |                             |  |  |
|  |  |  |  |  |  |                              |                              |                              |                              |                              |                              |  |  |                            |                            |                            |                            |                            |                            |  |  |                            |                            |                            |                            |                            |                            |  |  |                   |                   |                   |                   |                   |                   |  |  |                             |                             |                             |                             |                             |                             |  |  |
|  |  |  |  |  |  | Георги Георгов (1858 – 1929) | Георги Георгов (1858 – 1929) | Георги Георгов (1858 – 1929) | Георги Георгов (1858 – 1929) | Георги Георгов (1858 – 1929) | Георги Георгов (1858 – 1929) |  |  | Илия Георгов (1860 – 1945) | Илия Георгов (1860 – 1945) | Илия Георгов (1860 – 1945) | Илия Георгов (1860 – 1945) | Илия Георгов (1860 – 1945) | Илия Георгов (1860 – 1945) |  |  | Иван Георгов (1862 – 1936) | Иван Георгов (1862 – 1936) | Иван Георгов (1862 – 1936) | Иван Георгов (1862 – 1936) | Иван Георгов (1862 – 1936) | Иван Георгов (1862 – 1936) |  |  | Виктория Георгова | Виктория Георгова | Виктория Георгова | Виктория Георгова | Виктория Георгова | Виктория Георгова |  |  | Добри Христов (1875 – 1941) | Добри Христов (1875 – 1941) | Добри Христов (1875 – 1941) | Добри Христов (1875 – 1941) | Добри Христов (1875 – 1941) | Добри Христов (1875 – 1941) |  |  |
|  |  |  |  |  |  | Георги Георгов (1858 – 1929) | Георги Георгов (1858 – 1929) | Георги Георгов (1858 – 1929) | Георги Георгов (1858 – 1929) | Георги Георгов (1858 – 1929) | Георги Георгов (1858 – 1929) |  |  | Илия Георгов (1860 – 1945) | Илия Георгов (1860 – 1945) | Илия Георгов (1860 – 1945) | Илия Георгов (1860 – 1945) | Илия Георгов (1860 – 1945) | Илия Георгов (1860 – 1945) |  |  | Иван Георгов (1862 – 1936) | Иван Георгов (1862 – 1936) | Иван Георгов (1862 – 1936) | Иван Георгов (1862 – 1936) | Иван Георгов (1862 – 1936) | Иван Георгов (1862 – 1936) |  |  | Виктория Георгова | Виктория Георгова | Виктория Георгова | Виктория Георгова | Виктория Георгова | Виктория Георгова |  |  | Добри Христов (1875 – 1941) | Добри Христов (1875 – 1941) | Добри Христов (1875 – 1941) | Добри Христов (1875 – 1941) | Добри Христов (1875 – 1941) | Добри Христов (1875 – 1941) |  |  |
|  |  |  |  |  |  |                              |                              |                              |                              |                              |                              |  |  |                            |                            |                            |                            |                            |                            |  |  |                            |                            |                            |                            |                            |                            |  |  |                   |                   |                   |                   |                   |                   |  |  |                             |                             |                             |                             |                             |                             |  |  |
|  |  |  |  |  |  |                              |                              |                              |                              |                              |                              |  |  | Недялка Агура (1891 – ?)   | Недялка Агура (1891 – ?)   | Недялка Агура (1891 – ?)   | Недялка Агура (1891 – ?)   | Недялка Агура (1891 – ?)   | Недялка Агура (1891 – ?)   |  |  | Евгени Георгов             | Евгени Георгов             | Евгени Георгов             | Евгени Георгов             | Евгени Георгов             | Евгени Георгов             |  |  |                   |                   |                   |                   |                   |                   |  |  |                             |                             |                             |                             |                             |                             |  |  |
|  |  |  |  |  |  |                              |                              |                              |                              |                              |                              |  |  | Недялка Агура (1891 – ?)   | Недялка Агура (1891 – ?)   | Недялка Агура (1891 – ?)   | Недялка Агура (1891 – ?)   | Недялка Агура (1891 – ?)   | Недялка Агура (1891 – ?)   |  |  | Евгени Георгов             | Евгени Георгов             | Евгени Георгов             | Евгени Георгов             | Евгени Георгов             | Евгени Георгов             |  |  |                   |                   |                   |                   |                   |                   |  |  |                             |                             |                             |                             |                             |                             |  |  |